# Nova Zelândia nos Jogos Paralímpicos de Verão de 2004
Nova Zelândia participou dos Jogos Paralímpicos de Verão de 2004, que foram realizados na cidade de Atenas, na Grécia, entre os dias 17 e 28 de setembro de 2004.
A delegação conquista dez medalhas (6 ouros, 1 prata, 3 bronze) nesta edição das Paralimpíadas.